# Spy Kids
Spy Kids is een Amerikaanse film uit 2001 onder regie van Robert Rodriguez.

## Verhaal
De ouders van Carmen en Juni zijn spionnen, maar hun kinderen weten niet dat ze dat zijn. Wanneer de ouders ontvoerd worden en een poging van de geheime dienst komt om de kinderen te redden en dat mislukt, belanden Carmen en Juni zelf in het wereldje van spionage en technische snufjes. Ze doen alles om hun ouders te redden!

## Rolverdeling
| Acteur           | Personage                | Nasynchronisatie Nederlands | Nasynchronisatie Vlaams |
| ---------------- | ------------------------ | --------------------------- | ----------------------- |
| Antonio Banderas | Gregorio Cortez          |                             |                         |
| Carla Gugino     | Ingrid Cortez            |                             |                         |
| Alexa Vega       | Carmen Cortez            | Veerle Burmeister           |                         |
| Daryl Sabara     | Juni Cortez              |                             | Rob Teuwen              |
| Alan Cumming     | Fegan Floop              | Carlo Boszhard              |                         |
| Tony Shalhoub    | Alexander Minion         |                             |                         |
| Teri Hatcher     | Mevrouw Gradenko         |                             |                         |
| Danny Trejo      | Isidoro 'Machete' Cortez |                             |                         |
| Cheech Marin     | Felix Gumm               |                             |                         |
| Robert Patrick   | Meneer Lisp              | Just Meijer                 |                         |
| George Clooney   | Devlin                   |                             |                         |